# Efisio Cugia
Efisio Cugia di Sant'Orsola (Cagliari, 27 aprile 1818 – Roma, 12 febbraio 1872) è stato un generale e politico italiano.

## Biografia

### Carriera militare
Nato a Cagliari nel 1818 da una famiglia della nobiltà sarda, i Cugia appunto, intraprese la carriera militare. Terminati gli studi nell'Accademia, venne nominato Sottotenente nell'arma d'artiglieria. Nel 1848 partecipò alla prima Guerra di indipendenza e il 30 maggio, nella battaglia di Goito, venne ferito, il che gli valse una medaglia d'argento al valore militare.
Promosso maggiore d'artiglieria nel 1855, Cugia venne trasferito nel corpo di Stato maggiore e, come capo di esso, con il grado di luogotenente colonnello, nel 1859 partecipò al fianco del generale Enrico Cialdini, nella IV divisione, a tutta la relativa campagna, che gli valse la croce di cavaliere nell'Ordine militare di Savoia. Dopo la pace di Villafranca, venne destinato da Vittorio Emanuele a organizzare il Collegio militare di Milano.
Generale nel 1860, fu prescelto a capo di Stato Maggiore del Corpo d'esercito; nominato il 12 dicembre dello stesso anno direttore per gli affari di guerra nell'Italia meridionale, lascerà l'incarico, su decreto di Vittorio Emanuele II, a Genova Giovanni Thaon di Revel, ottenendo dal re la carica di commissario straordinario in Sicilia, ufficio che manterrà sino al 21 agosto 1862.
Luogotenente generale, nel 1866 a Custoza comandò l'VIII Divisione. Successivamente, e sino alla morte, sopraggiunta nel 1872, Cugia ebbe ufficio di primo aiutante di campo dell'allora principe ereditario, e poi re, Umberto I.

### Carriera politica
Durante la V legislatura fu eletto a rappresentare, nella Camera Subalpina, il collegio di Lanusei, che gli rinnovò il mandato anche nella sesta e nell'ottava. Nella settima rappresentò Senorbì, mentre nella nona, decima e undicesima prescelse Macomer, sebbene rieletto più volte a Lanusei.
Fu Prefetto di Palermo, incaricato della direzione delle armi di fanteria e di cavalleria durante il ministero guidato da Manfredo Fanti. Ricoprì la carica di Ministro della Marina nel Governo Minghetti I, succedendo a Orazio Di Negro il 20 aprile 1863, e di Ministro della Guerra nel Governo Ricasoli II, succedendo a Ignazio De Genova di Pettinengo il 22 agosto 1866. Sotto la sua amministrazione, sorse a Torino la Scuola di guerra.
Morto a Roma il 12 febbraio 1872, fu sepolto nella cappella di famiglia nel cimitero monumentale di Bonaria a Cagliari.